# Malo Vojlovce
Malo Vojlovce (en serbe cyrillique : Мало Војловце) est un village de Serbie situé dans la municipalité de Lebane, district de Jablanica. Au recensement de 2011, il comptait 190 habitants.

## Démographie
| 1948 | 1953 | 1961 | 1971 | 1981 | 1991 | 2002 | 2011 |
| ---- | ---- | ---- | ---- | ---- | ---- | ---- | ---- |
| 239  | 250  | 243  | 225  | 233  | 226  | 208  | 190  |

|  |